# 黎曼-斯蒂尔杰斯积分
黎曼－斯蒂尔杰斯积分（英語：Riemann-Stieltjes integral）是數學中的一種「積分」概念，是對黎曼积分的推廣。
黎曼－斯蒂尔杰斯积分有數種定義方式，但不是每種定義方式都是彼此等價的。

## 定義
和黎曼積分一樣，黎曼－斯蒂尔杰斯积分的定義依賴對區間分割的定義。

### 区间的分割
一个闭区间{\displaystyle [a,b]}的一个分割P是指在此区间中取一个有限的点列{\displaystyle a=x_{0}<x_{1}<x_{2}<\ldots <x_{n}=b}。每个闭区间解析失败 (SVG（MathML可通过浏览器插件启用）：从服务器“http://localhost:6011/zh.wikipedia.org/v1/”返回无效的响应（“Math extension cannot connect to Restbase.”）：): {\displaystyle [x_i, x_{i+1}]}
叫做一个子区间。这些子區間长度的最大值 解析失败 (SVG（MathML可通过浏览器插件启用）：从服务器“http://localhost:6011/zh.wikipedia.org/v1/”返回无效的响应（“Math extension cannot connect to Restbase.”）：): {\displaystyle \lambda }
 為：{\displaystyle \lambda :=\max\{\,x_{i+1}-x_{i}\mid 0\leq i\leq n-1\,\}}。
定义取样分割。一个闭区间 {\displaystyle [a,b]} 的一个取样分割是指分割 {\displaystyle P=\{a=x_{0}<x_{1}<\cdots <x_{n}=b\}} 再加上一組有限點，{\displaystyle \{a\leq t_{0}\leq t_{1}\leq ,\cdots ,\leq t_{n-1}\leq b\}}，其中 {\displaystyle t_{i}\in [x_{i},x_{i+1}]} 對所有 {\displaystyle 0\leq i\leq n-1}。
精细化分割：设{\displaystyle x_{0},\ldots ,x_{n}}以及{\displaystyle t_{0},\ldots ,t_{n-1}}构成了闭区间{\displaystyle [a,b]}的一个取样分割，{\displaystyle y_{0},\ldots ,y_{m}}和{\displaystyle s_{0},\ldots ,s_{m-1}}是另一个分割。如果对于任意{\displaystyle 0\leq i\leq n}，都存在{\displaystyle r(i)}使得{\displaystyle x_{i}=y_{r(i)}}，并存在{\displaystyle r(i)\leq j\leq r(i+1)}使得{\displaystyle t_{i}=s_{j}}，那么就把分割：{\displaystyle y_{0},\ldots ,y_{m}}、{\displaystyle s_{0},\ldots ,s_{m-1}}称作分割{\displaystyle x_{0},\ldots ,x_{n}}、{\displaystyle t_{0},\ldots ,t_{n-1}}的一个精细化分割。简单来说，就是说分割{\displaystyle y_{0},\ldots ,y_{m}}、解析失败 (SVG（MathML可通过浏览器插件启用）：从服务器“http://localhost:6011/zh.wikipedia.org/v1/”返回无效的响应（“Math extension cannot connect to Restbase.”）：): {\displaystyle s_0,\ldots,s_{m-1}}
是在分割{\displaystyle x_{0},\ldots ,x_{n}}、{\displaystyle t_{0},\ldots ,t_{n-1}}的基础上添加一些分点和标记。(即是說「設{\displaystyle P=\{a=x_{0},x_{1},x_{2},\ldots ,x_{n-1},x_{n}=b\}}是閉區間{\displaystyle [a,b]}的一個分割，若分割{\displaystyle P'}是分割{\displaystyle P}的一個精細化分割，則{\displaystyle P\subseteq P'}，也就是說，分割{\displaystyle P}是分割{\displaystyle P'}的子集」)
于是我们可以在此区间的所有取样分割中定义一个偏序关系，称作“精细”。如果一个分割是另外一个分割的精细化分割，就说前者比后者更“精细”。

### 黎曼－斯蒂尔杰斯和
对一个在闭区间{\displaystyle [a,b]}有定义的实值函数 {\displaystyle f}，其對於函數 {\displaystyle g} 关于分割
{\displaystyle P=\{a=x_{0}<x_{1}<\cdots <x_{n}=b\}}
的黎曼－斯蒂尔杰斯和，規定為下式：
{\displaystyle S(P,f,g)=\sum _{i=0}^{n-1}f(c_{i})\cdot \left(g(x_{i+1})-g(x_{i})\right)}
和式中的 {\displaystyle c_{i}\in [x_{i},x_{i+1}],\,0\leq i\leq n-1}。

### 黎曼－斯蒂尔杰斯積分
當注意的是。這兩個定義在黎曼－斯蒂尔杰斯积分的情況下，並不完全等價，以第一種定義可推出其存在的積分，必能以第二種定義推出其存在，但以第二種定義方式可推出其存在的積分不一定能以第一種定義的方式來計算。

#### 第一種定義
{\displaystyle A\in \mathbb {R} } 是函数 {\displaystyle f} 在闭区间 {\displaystyle [a,b]} 上對函數 {\displaystyle g} 的黎曼－斯蒂尔杰斯積分的值，若且唯若对任意的 {\displaystyle \epsilon >0}，存在 {\displaystyle \delta >0}，使得对任意的分割 {\displaystyle \scriptstyle P=\{a=x_{0}<x_{1}<\cdots <x_{n}=b\}}，只要這分割的子区间最大長度滿足 {\displaystyle \lambda \leq \delta } 且對任意的 {\displaystyle \scriptstyle c_{i}\in [x_{i+1},x_{i}],\;0\leq i\leq n-1}，有：
{\displaystyle \left|S(P,f,g)-A\right|<\epsilon .\,}

#### 第二種定義
{\displaystyle A\in \mathbb {R} } 是函数 {\displaystyle f} 在闭区间 {\displaystyle [a,b]} 上對函數 {\displaystyle g} 的黎曼－斯蒂尔杰斯积分的值，若且唯若对于任意的 {\displaystyle \epsilon >0}，存在分割 {\displaystyle P_{\epsilon }}，使得對任何比 {\displaystyle P_{\epsilon }} 還要「精细」的分割 {\displaystyle \scriptstyle P=\{a=x_{0}<x_{1}<\cdots <x_{n}=b\}} 跟任意選取的 {\displaystyle \scriptstyle c_{i}\in [x_{i+1},x_{i}],\;0\leq i\leq n-1}，都有：
{\displaystyle \left|S(P,f,g)-A\right|<\epsilon .\,}
若一個函數{\displaystyle f}在闭区间{\displaystyle [a,b]}上對函數{\displaystyle g}的黎曼－斯蒂尔杰斯积分存在，且值為{\displaystyle A}，則可寫作{\displaystyle A=\int _{a}^{b}f(x)\,dg(x).}

## 與黎曼積分間的關聯
若{\displaystyle \,g(x)=x\,}時，{\displaystyle \,f\,}在闭区间{\displaystyle \,[a,b]\,}上對函數{\displaystyle \,g\,}的黎曼－斯蒂尔杰斯积分
{\displaystyle \int _{a}^{b}f(x)\,dg(x)}
即為{\displaystyle f}在闭区间{\displaystyle [a,b]}上的黎曼積分
{\displaystyle \int _{a}^{b}f(x)\,dx}，
故從黎曼－斯蒂尔杰斯积分可引出黎曼積分。
若{\displaystyle \,g(x)\,}可微且其對{\displaystyle \,x\,}微分後的函數{\displaystyle \,g'(x)\,}在闭区间{\displaystyle \,[a,b]\,}連續，則{\displaystyle \,f\,}在闭区间{\displaystyle \,[a,b]\,}上對函數{\displaystyle \,g\,}的黎曼－斯蒂尔杰斯积分
{\displaystyle \int _{a}^{b}f(x)\,dg(x)}
與黎曼積分
{\displaystyle \int _{a}^{b}f(x)g'(x)\,dx}
相等。